# Cozumel-szigeti ormányosmedve
A cozumel-szigeti ormányosmedve (Nasua narica nelsoni) az emlősök (Mammalia) osztályának ragadozók (Carnivora) rendjébe, ezen belül a mosómedvefélék (Procyonidae) családjába tartozó fehérorrú koati (Nasua narica) egyik alfaja, amelyet körülbelül 10-15 éven keresztül, megpróbáltak önálló fajjá tenni; azonban alakban és méretben alig különbözik a kontinentális fehérorrú törzsalfajtól.
Olyan elképzelés is van, hogy a maják telepítették be a szigetre több évszázaddal ezelőtt.

## Előfordulása
A Mexikóhoz tartozó Cozumel-szigeten fordul elő, mely a Yucatán-félsziget közelében található.

## Megjelenése
Nagyon hasonlít a törzsalfajhoz, de a szőre rövidebb és puhább, valamint kisebb termetű is. Testhossza 74-78 centiméteres csupán, míg a fehérorrú koati szárazföldi egyedei egy méteres testhosszt is elérhetnek. A faj jó példája a szigeti izoláció miatti testméretcsökkenésnek. Ennek az állatnak 40 darab foga van; a fogképlete a következő: {\displaystyle {\tfrac {3.1.4.2}{3.1.4.2}}}.

## Életmódja
Gyümölcsöket, rovarokat és kis gerinceseket fogyaszt.

## Természetvédelmi helyzete
Fő veszélyeztető tényezői a szigeten meghonosodott emlős ragadozók, mindenekelőtt az elvadult kutyák, továbbá a szigetre rendszeresen lecsapó hurrikánok, melyek sok áldozatot szednek a populációból.

## Fordítás
- Ez a szócikk részben vagy egészben  a   Nelson-Nasenbär című német Wikipédia-szócikk fordításán alapul.  Az eredeti cikk szerkesztőit annak laptörténete sorolja fel. Ez a jelzés csupán a megfogalmazás eredetét és a szerzői jogokat jelzi, nem szolgál a cikkben szereplő információk forrásmegjelöléseként.
- Ez a szócikk részben vagy egészben  a   Cozumel Island coati című angol Wikipédia-szócikk ezen változatának fordításán alapul.  Az eredeti cikk szerkesztőit annak laptörténete sorolja fel. Ez a jelzés csupán a megfogalmazás eredetét és a szerzői jogokat jelzi, nem szolgál a cikkben szereplő információk forrásmegjelöléseként.